# 오다이라촌 (후쿠시마현 아다치군)
오다이라촌(大平村)은 후쿠시마현 아다치군에 있던 촌이다. 현재의 니혼마쓰시에 해당한다.

## 역사
- 1889년 4월 1일 - 정촌제 시행에 의해 4촌의 구역으로 성립하였다.
- 1955년 1월 1일 - 니혼마쓰 정·시오자와 촌·스기타 촌·이시이 촌과 합병해, 새로운 니혼마쓰정이 성립하여, 동일 오다이라촌이 폐지되었다.

## 교통

### 철도노선
현재 구 촌역은 도호쿠 신칸센이 통과하지만 당시엔 미개통이였다.

## 참고문헌
- 角川日本地名大辞典 7 福島県